# بيترو موري
بيترو موري (بالإيطالية: Simone Mori)‏ هو دراج إيطالي، ولد في 23 أبريل 1972 في بينتريمولي في إيطاليا.

## وصلات خارجية
- سيمون موري على موقع أرشيف الدراجات (الإنجليزية)
- سيمون موري على موقع إحصائيات الدراجات الإحترافية (الإنجليزية)